# 李·迪臣
李·米高·迪臣（英語：Lee Michael Dixon，1964年3月7日—），出生於英格蘭曼徹斯特，為前英格蘭職業足球員，長期效力阿仙奴，擔任後防位置直至2002年。現時為BBC的足球評述員。
迪臣曾22次為英格蘭足球代表隊上陣，射入1球。

## 生平
迪臣的足球事業大器晚成，他出身於般尼青訓系統，其後分別轉投車士打、貝利及史篤城，直到1988年才被時任阿仙奴領隊佐治·格拉咸發掘收編旗下。
迪臣被視為已轉投曼聯的後衛韋夫·安德遜（Viv Anderson）的替補人選，但他仍需一段磨合期才成功在海布里球场取得正選席位。陣中有老牌國腳堅尼·森遜（Kenny Sansom）鎮守左閘，而由左路移到不熟悉的右閘尼祖·溫特本（Nigel Winterburn）亦成功轉型，但迪臣仍於1988年2月對盧頓獲派首次登場，在球季結束前合共取得6次上陣。翌季佐治·格拉咸將溫特本調回原任的左閘，由迪臣穿上「2」號球衣出任右閘，老將森遜被眨落後備席，更於12月離隊，而迪臣此後一直霸佔阿仙奴的右閘位置超過10年。
迪臣與溫特本分任兩邊後衛，而隊長托尼·亚当斯及大衛·奧拉利（David O'Leary）則負責鎮守中路，再加上迪臣的前史篤城舊隊友史提夫·保特（Steve Bould），組成嚴密的五人防線，是阿仙奴贏得1989年甲組聯賽冠軍的關鍵。這是阿仙奴自1971年奪得雙料冠軍以來的首個聯賽冠軍，當年時任領隊格拉咸仍在陣中。迪臣是一名搶截型右閘，雖然防守是其主要任務，但他經常叠瓦式上前協助右翼大衛·洛卡素（David Rocastle），具有不俗的助攻能力，更曾短時間擔任球隊主射十二碼的劊子手。1988/89年球季阿仙奴與利物浦競逐聯賽冠軍寶座，一直鬥到煞科日，阿仙奴作客晏菲路球場對利物浦，需要淨勝兩球才可染指冠軍，於球賽法定時間搭正90分鐘，比分1-0阿仙奴領先，迪臣沒有放棄，在後半場引球前進策動最後一輪攻擊，長傳交走右路空檔的中鋒（Alan M. Smith），再直線交入禁區，由中場插入的米高·湯馬士（Michael Thomas）接應射入成2-0，球賽於中場甫重開即告結束，阿仙奴贏得聯賽冠軍，是迪臣效力阿仙奴獲得無數錦標的第一個。
翌季阿仙奴未能衛冕聯賽冠軍，而英格蘭球會亦因希素球場慘劇被禁賽而無緣角逐歐冠盃，但對迪臣個人而言卻有欣慰，他於1990年4月首次代表英格蘭國家隊在一場對捷克斯洛伐克的世界盃熱身賽上陣。雖然表現良好，但當時國家隊已有加利·史提芬斯（Gary Stevens）及保羅·柏加（Paul Parker）兩名正選右閘，結果第三選擇的迪臣未有獲選參賽在義大利舉行的世界盃。
世界盃結束後，英格蘭新任領隊格拉咸·泰萊（Graham Taylor）立即挑選迪臣入伍，在其第6次代表國家隊於溫布萊舉行對愛爾蘭的歐國盃外圍賽射入其唯一國際賽入球，比分1-1，而最終英格蘭亦取得出線決賽週的資格。1990/91年球季在大卫·西曼加入後，阿仙奴防守固若金湯，整季只曾吃1場敗仗，雖然因與曼聯的爭執事件為扣2分，仍順利三年內兩奪聯賽錦標。直到1991年末，迪臣已為國家隊上陣11場，包括全部6場歐國盃外圍賽，雖然英格蘭取得在瑞典舉行的決賽週參賽權，但在決賽週臨近迪臣卻受傷，讓史提芬斯有機會重返國家隊出席盛會，格拉咸·泰萊仍然挑選迪臣入初步參選名單，惟最終兩人雙雙因傷退選，英格蘭在沒有一名正宗右閘下出征，於分組賽敬陪末席提早出局。
夏季過後，已克服傷患的迪臣重投英格蘭陣中，同時亦需為阿仙奴展開衛冕之路，由於奧拉利臨近退役，佐治·格拉咸從愛華頓簽入馬田·基昂（Martin Keown）作為中路替補人選，巧合地他正是英格蘭在歐國盃臨時頂替迪臣擔任右閘的人選。由於迪臣在較早前淘汰死對頭熱刺的英格蘭足總盃準決賽被驅逐離場及罰停賽，1993年對錫周三的英格蘭聯賽盃決賽只好由奧拉利頂替他出任右閘，最終阿仙奴2-1勝出奪標。迪臣在停賽後重返陣中，於足總盃決賽再鬥錫周三，1-1平手需要重賽，阿仙奴在重賽以2-1再次氣走錫周三，取得本土盃賽雙料冠軍。不幸同年的英格蘭卻沒有那麼好運，未能出線在美國舉行的世界盃決賽週，英格蘭在外圍賽分組賽最後一場7-1大數聖馬力諾是迪臣第21場國際賽，可視為其國家隊告別賽，格拉咸·泰萊在賽後離職並由（Terry Venables）接任，於1995年在試用多名右閘後，選定加利·尼維利鎮守右路，尼維利擔任這角色直至2006年。
1994年迪臣在他無數本土獎牌收藏中增加一枚歐洲冠軍獎牌，而阿仙奴的傳奇防線再次展示威力，力拒來自歐洲大陸的天才球員。由迪臣、溫特本、保特及亚当斯組成的防線，抵擋意甲勁旅帕爾馬由（Tomas Brolin）、及（Faustino Asprilla）等策動一浪接一浪的攻勢，由阿倫·史密夫早段時間的入球後，交由後防完成任務，阿仙奴在丹麥哥本哈根的帕肯球场一球淨勝對手捧走歐洲盃賽冠軍盃。
翌年阿仙奴雖然在本土的成績下滑，但再次晉級歐洲盃賽冠軍盃決賽，在法國巴黎的王子公园体育场惡戰西甲雄師薩拉戈薩，迪臣繼續鎮守右路，惟今次被薩拉戈薩率先撕破防線打開紀錄，阿仙奴由約翰·赫臣（John Hartson）扳平迫至加時，堅守至完場前才被前熱刺球員尼嚴（Nayim）一記40碼外遠射擊倒，1-2敗走巴黎。
1996年10月阿尔塞纳·温格接任阿仙奴領隊，為球員引進起居生活規條，改變球員生活習慣，提升自我警覺及更換飲食餐單。阿仙奴的逐漸年長防線因此受惠而能夠延長其足球壽命，温格其後承認原擬儘速更換被戲稱「老人防線」的後防球員，但隨即發覺無此需要。迪臣與他一班後防隊友一直對温格延長他們的足球事業表示敬意。
1998年阿仙奴歷來第二次贏得雙料冠軍，而翌年迪臣因效力滿10年獲安排獎勵賽。迪臣亦意外地獲英格蘭看守領隊侯活·韋健遜重召歸隊，韋健遜是暫時頂替辭職離隊的格連·荷杜執教1場，迪臣在溫布萊0-2負於法國最後一次為國家隊上陣，總結22次登場，遺憾是從沒有出席一項主要錦標賽。
迪臣亦有為阿仙奴在2000年的歐洲足協盃決賽中上陣，決賽場地是6年前奪得歐洲盃賽冠軍盃的帕肯球场，但這次在加時後仍然0-0賽和，互射十二碼以1-4不敵土超球會加拉塔沙雷屈居亞軍。而在同季較早前，阿仙奴亦於英格蘭足總盃於互射十二碼被莱斯特城淘汰出局，迪臣是隊中首名射失的球員。翌年阿仙奴打進英格蘭足總盃決賽，在卡的夫千禧球場以1-2負於利物浦無緣問鼎，而且是37歲高齡的迪臣因未能追貼年僅21歲的奧雲才被對手射入致勝球。迪臣繼續留隊效力多一季，協助球隊歷史性第三度贏得雙料冠軍，更在競爭對手曼聯的奧脫福球場高舉英超冠軍獎盃。他是少數於三個年代（80年代、90年代及千禧年代）分別贏得聯賽冠軍的球員之一。
自奧拉利於1993年退役後，保特於1999年離隊，溫特本於翌年轉投韋斯咸，而迪臣直到2002年贏取雙料冠軍後引退，時年38歲，同時退役的還有亚当斯，著名的「老人防線」只餘西曼及基昂仍然留隊。迪臣合共在聯賽上陣458場及射入25球。

## 榮譽

### 球隊
- 英格蘭甲組聯賽/英格蘭超級聯賽冠軍：1988/89年、1990/91年、1997/98年、2001/02年；
- 英格蘭足總盃：1993年、1998年、2002年；
- 英格蘭聯賽盃：1993年；
- 英格蘭慈善盾/英格蘭社區盾：1991年（併列）、1998年、1999年；
- 歐洲盃賽冠軍盃：1994年；

### 個人
- PFA年度最佳陣容：1990年；

## 外部連結
- 足球数据库：李·迪臣的球员统计数据
- England profile （页面存档备份，存于）
- Burnley career stats